# Caddo megye (Louisiana)
Caddo megye az Amerikai Egyesült Államokban, azon belül Louisiana államban található. Megyeszékhelye és legnagyobb városa Shreveport. Lakosainak száma 237 848 fő (2020. április 1.). Caddo megye Miller, DeSoto, Bossier, Red River, Panola, Harrison, Marion és Cass megyékkel határos.

## Népesség
A megye népességének változása:
| Lakosok száma | 255 628 | 256 905 | 257 091 | 254 887 | 251 460 | 237 848 |
|               | 2010    | 2011    | 2012    | 2013    | 2015    | 2020    |